# Омар Али Сайфуддин III
Омар Али Сайфуддин III (23 сентября 1916 — 7 сентября 1986) — султан Брунея с 1950 по 1967 год из династии Болкиах. С 1947 года член Государственного совета. Министр обороны Брунея в 1984—1986 годах.

## Биография
Родился в семье Мухаммада Джамалуль Алама II. Будучи не старшим ребёнком в семье, как наследник престола не воспринимался. После смерти отца на престол взошёл старший брат Ахмад Таджуддин, который наследников не имел.
После смерти брата Омар Али Сайфуддин взошёл на престол. В период его правления были проведены реформы образования, а также произошло значительное развитие нефтяной, газоперерабатывающей и пищевой промышленности. В 1962 году произошли выборы в парламент Брунея, хотя султан продолжал обладать неограниченной властью.
Обстоятельства вынудили его отречься от престола в пользу сына Хассанала Болкиаха.
Умер 7 сентября 1986 года в возрасте 69 лет.

## Сыновья
- Хассанал Болкиах (род. 1946), султан Брунея с 1967 года
- Мохаммед Болкиах (род. 1948), министр иностранных дел и торговли Брунея (1984—2015)
- Суфри Болкиах (род. 1951), председатель Олимпийского комитета Брунея
- Джеффри Болкиах (род. 1954), министр финансов Брунея (1986—1998)